# Charles-Henri-Joseph Binet
Charles-Henri-Joseph Binet (Juvigny, 8 aprile 1869 – Besançon, 15 luglio 1936) è stato un cardinale e arcivescovo cattolico francese.

## Biografia
Nacque a Juvigny l'8 aprile 1869.
Papa Pio XI lo elevò al rango di cardinale nel concistoro del 19 dicembre 1927.
Morì il 15 luglio 1936 all'età di 67 anni.

## Genealogia episcopale e successione apostolica
La genealogia episcopale è:
- Cardinale Scipione Rebiba
- Cardinale Giulio Antonio Santori
- Cardinale Girolamo Bernerio, O.P.
- Arcivescovo Galeazzo Sanvitale
- Cardinale Ludovico Ludovisi
- Cardinale Luigi Caetani
- Cardinale Ulderico Carpegna
- Cardinale Paluzzo Paluzzi Altieri degli Albertoni
- Papa Benedetto XIII
- Papa Benedetto XIV
- Papa Clemente XIII
- Cardinale Giovanni Francesco Albani
- Cardinale Carlo Rezzonico
- Cardinale Antonio Dugnani
- Arcivescovo Jean-Charles de Coucy
- Cardinale Gustave-Maximilien-Juste de Croÿ-Solre
- Vescovo Charles-Auguste-Marie-Joseph Forbin-Janson
- Cardinale François-Auguste-Ferdinand Donnet
- Vescovo Charles-Emile Freppel
- Cardinale Louis-Henri-Joseph Luçon
- Cardinale Charles-Henri-Joseph Binet

La successione apostolica è:
- Cardinale Maurice Feltin (1928)
- Vescovo Ernest-Victor Mennechet (1928)
- Arcivescovo Maurice-Louis Dubourg (1929)
- Vescovo Henri-Jean Houbaut (1935)